# Ohrfeigen
Ohrfeigen ist eine deutsche Filmsatire von Rolf Thiele aus dem Jahr 1970. Sie verwendet Motive des Romans Sieben Ohrfeigen von Károly Aszlányi.

## Handlung
Die junge Eva erbte einst von ihrer Großmutter Aktien einer Firma. Mit den Zinsen finanziert sie die APO-Kommune „Roter Oktober“, zu der sie neben zwölf weiteren Personen gehört. Plötzlich jedoch verlieren die Aktien durch Manipulation des Bankiers Thomas Nathan Terbanks stark an Wert, sodass die Zinsen zur Kommunenfinanzierung nicht mehr ausreichen. Eva protestiert auf ihre Weise gegen den Kapitalismus: Nur mit Stiefeln und Muff erscheint sie in der Aufsichtsratssitzung von Terbanks’ Bank. Sie ohrfeigt Terbanks’ Stellvertreter in der Annahme, es handele sich um Terbanks. Dieser wiederum zeigt sich von Evas Auftritt wenig beeindruckt, beendet die Sitzung und verlässt mit den anderen den Raum.
Terbanks erhält einige Zeit später Besuch von seiner Geliebten Celeste, die ihn auf den Piratensender von Eva und ihren Mitstreitern aufmerksam macht. In ihm wettert die junge Frau gegen Terbanks und seine Firma und ruft dazu auf, sein Geld von der Bank zu holen und lieber im Sparstrumpf zu lassen. Bald werden die Partner von Terbanks auf den Sender aufmerksam, der Terbanks unter anderem die Finanzierung von Waffen vorwirft. Da Terbanks’ guter Ruf zu leiden beginnt, finanziert er kurzerhand den Aufbau eines Waisenhauses und lässt das Schiff, auf dem der Sender liegt, über Drittmänner in die Luft sprengen. Eva will herausfinden, ob er an der Sache beteiligt war, und wirft sich vor sein Auto. Terbanks, der Gefallen an Eva gefunden hat, kauft ihr Kleider, gibt sich ein wenig revolutionär, versucht sie am Ende aber zu erpressen, sodass sie geht. Auf Terbanks’ Schiff findet sie wenig später alle Utensilien, die zum Betreiben eines Senders benötigt werden. Terbanks bietet sie ihr an, unter der Bedingung, dass er die Texte schreiben wird, die sie verlesen soll. Empört springt Eva vom Schiff, wird jedoch von Terbanks’ Männern wieder an Bord gezogen. Er bringt sie auf sein Anwesen, damit sie ihre Sachen trocknen kann. Hier macht Eva Bekanntschaft mit Celeste, die ihr Kleider leiht und eingesteht, dass sie schon lange auf Terbanks’ „Abschussliste“ stehe, da er mit der Zeit das Interesse an seinen Geliebten verliere. Terbanks’ lässt unterdessen ein dekadentes Abendessen auftischen, protzt mit Gold und Kaviar und will Eva von den Vorzügen des Kapitalismus überzeugen. Die isst den Kaviar und verteidigt sich später vor den Kommunarden, dass ihre Form des Protestes eben andere Wege geht. Sie wird aus der Kommune ausgeschlossen.
Mit Celeste versucht Eva, einen neuen Schwarzsender aufzubauen. Sie legen ihre Aktien der Firma zusammen, mit deren Betrieb sie bei Aktienmehrheit einen Sender aufbauen könnten. Sie verbünden sich dabei mit Frau Finanzminister Moore und dem Leiter der chinesischen Handelsmission Wan Tan. Beide verkaufen Eva ihre Aktien, bevor Terbanks sie zurückkaufen kann. Eva lässt sich gleichzeitig von Terbanks kaufen, damit sie zukünftig nur noch von ihm Abgesegnetes über den Sender laufen lässt. Ein Teil des Geldes lässt sie der Kommune zukommen. Am Ende haben Eva, Celeste, Frau Moore und Wan Tan die Aktienmehrheit. Sie beschließen daher, die Firma zu reaktivieren und ihrer Bestimmung, der „Auswertung elektromechanischer und elektronischer Übertragungstechniken im Hinblick auf eine Sendelizenz“, zuzuführen. Bis zur Erteilung dieser Lizenz dürfen die drei Frauen mit Terbanks’ Erlaubnis über seinen Sender ihr Programm übertragen. Neben Liedern und Werbung beginnt Eva schon nach kurzer Zeit, gegen Terbanks und seine Bank zu wettern, wobei Celeste und Lady Moore vergeblich versuchen, sie aufzuhalten. Die Kommune versucht unterdessen, alte Fehler nicht zu wiederholen, kann jedoch nicht vermeiden, dass Evas Nachfolgerin durch nackten Protest ebenfalls Aufmerksamkeit erlangen will.

## Produktion

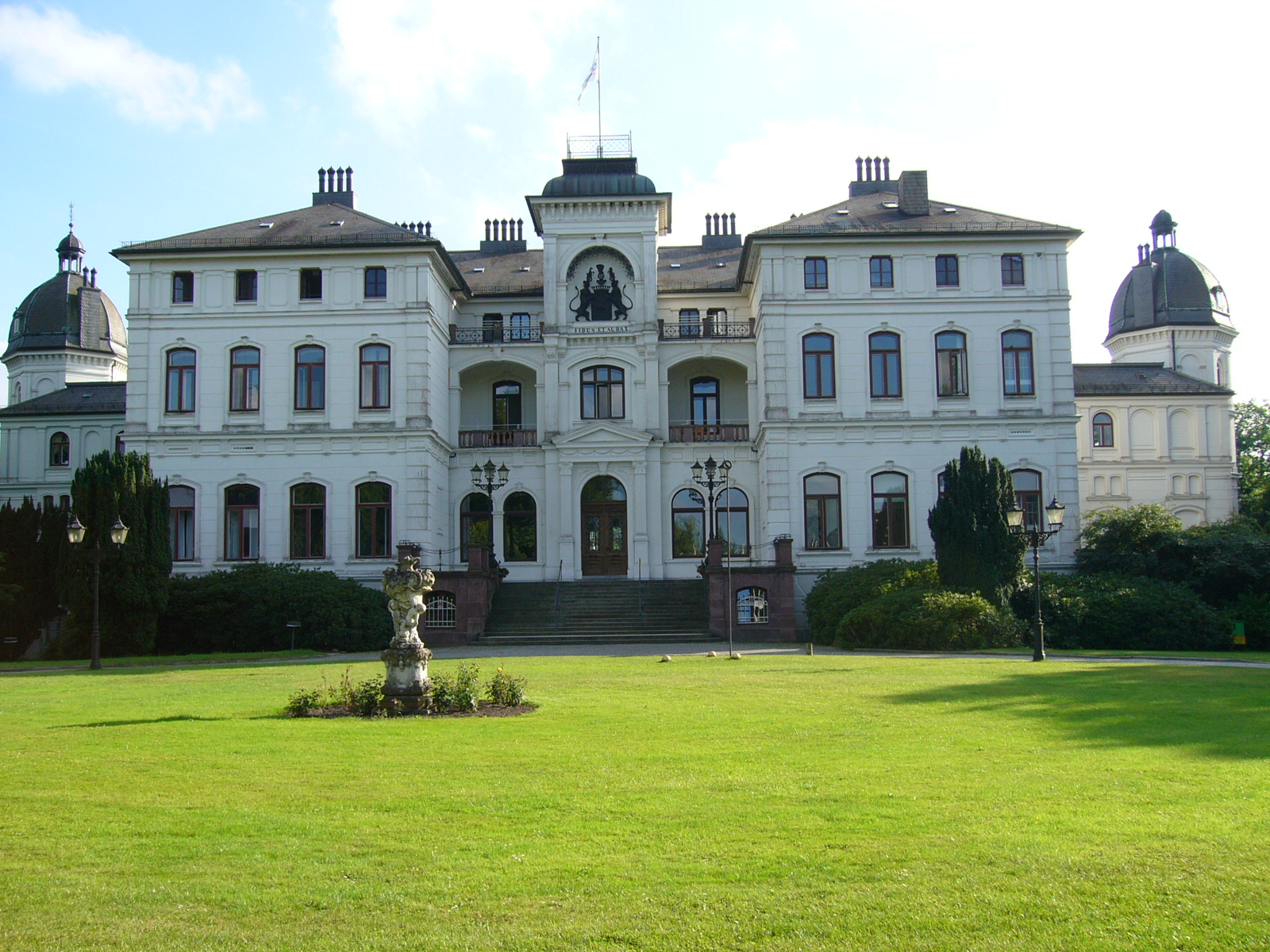
Gut Salzau, im Film Terbanks’ Villa

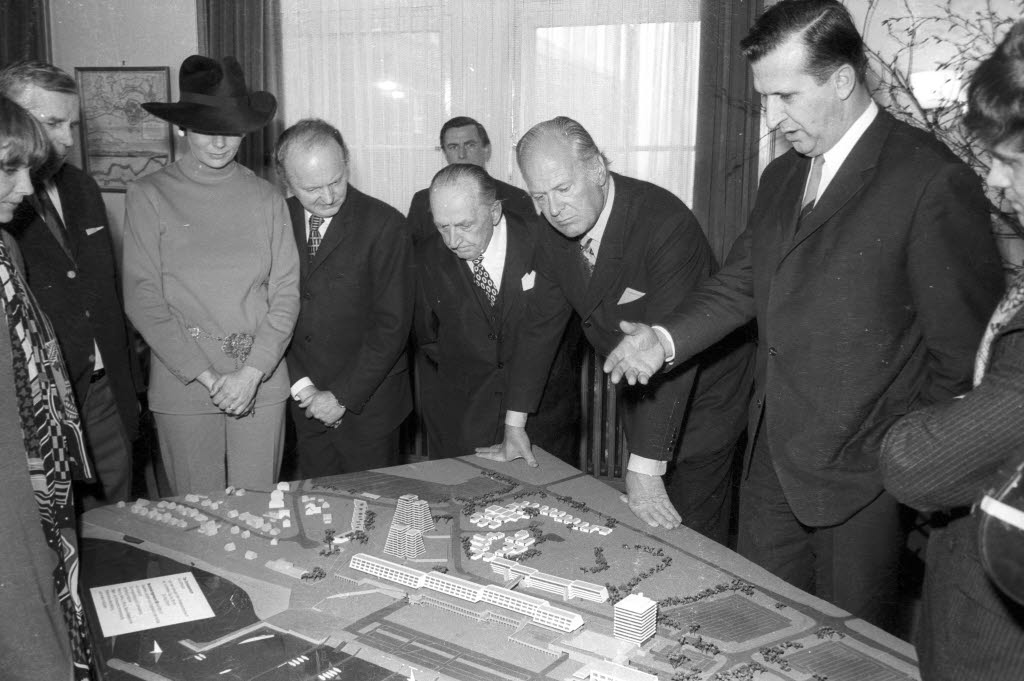
Empfang beim Kieler OB am Tag der Premiere

Ohrfeigen wurde 1969 unter dem Arbeitstitel Das Mädchen mit der leichten Hand in Hamburg und am Selenter See gedreht. Die Szenen der Aufsichtsratssitzung entstanden im Roten Saal und im Audienzsaal des Lübecker Rathauses; Terbanks’ Villa ist in Wirklichkeit das Gut Salzau. Die Kostüme schuf Werner Wunderlich, das Szenenbild stammt von Maleen Pacha. Ohrfeigen erlebte am 5. März 1970 im Kieler Metro seine Filmpremiere. 2007 erschien der Film im Rahmen der Reihe Filmpalast – Kinohits von gestern auf DVD.
Alexandra Stewart wurde von Helga Trümper synchronisiert, Fritz Wepper übernahm die Synchronisation von Kurt Ockermueller.

## Kritik
„Ein in Popfarben schwelgender, nicht besonders geistreicher Satire-Versuch, der weit hinter dem eigenen Anspruch zurückbleibt“, befand der film-dienst. Der Evangelische Filmbeobachter gelangte zu einem ähnlichen Urteil: „Spaßige, aber letztlich doch recht unverbindliche Parodie über den (mißglückenden) Versuch von Kommune-Linken, einen Großbankier vom Kapitalismus zu kurieren. Die radikale Revoluzzer-Braut, die zunächst mit völliger Nacktheit das Establishment zu verschrecken suchte, wird schließlich selbst Kapitalistin.“